# Афанасьев, Андрей Александрович (математик)
Андрей Александрович Афанасьев (род. 7 марта 1984 года) — российский учёный-механик, член-корреспондент РАН (2022), профессор РАН (2022).

## Биография
Родился 7 марта 1984 года.
В 2006 году — окончил механико-математический факультет МГУ.
С 2005 года — работает в НИИ механики МГУ, ведущий научный сотрудник, профессор.
В 2008 году — защитил кандидатскую диссертацию, тема: «Постановка и решение нестационарных задач совместной фильтрации воды и пара с учётом тепловых эффектов и фазовых переходов».
В 2016 году — защитил докторскую диссертацию, тема: «Термогидродинамическое исследование фильтрации бинарной смеси в широком диапазоне давлений и температур».
В 2022 году — избран членом-корреспондентом РАН по Отделению энергетики, машиностроения, механики и процессов управления РАН (ранее, в том же 2022 г., был избран профессором РАН).

## Научная деятельность
Область научных интересов: механика жидкости и газа, течения в пористых средах, многофазная фильтрация.
Разработал и применил новые методы математического моделирования многофазных неизотермических течений жидкостей и газов в геологических пластах, осложнённых фазовыми превращениями, критическими термодинамическими условиями и образованием сильных разрывов параметров течения. Создал комплекс компьютерных программ MUFITS для расчёта усложнённых многофазных фильтрационных течений в инженерных приложениях, таких как разработка углеводородных месторождений, подземное хранение газа, получение геотермальной энергии и др.
Автор 150 научных работ, из них 42 статей в рецензируемых журналах.
Руководит научной работой студентов и аспирантов. Соруководитель семинара по механике сплошной среды для студентов кафедры гидромеханики.
Член Российского национального комитета по теоретической и прикладной механике, член редколлегии журнала «Физико-химическая кинетика в газовой динамике».

## Награды
- Медаль РАН с премией для молодых ученых (2011)
- Премия Правительства Москвы молодым учёным (2016)
- Премия Международной академической издательской компании «НАУКА/ИНТЕРПЕРИОДИКА» за лучшую публикацию в журналах РАН (2007)
- Лауреат Конкурса молодых учёных МГУ (2014)